# مستشعر كهربائي بصري

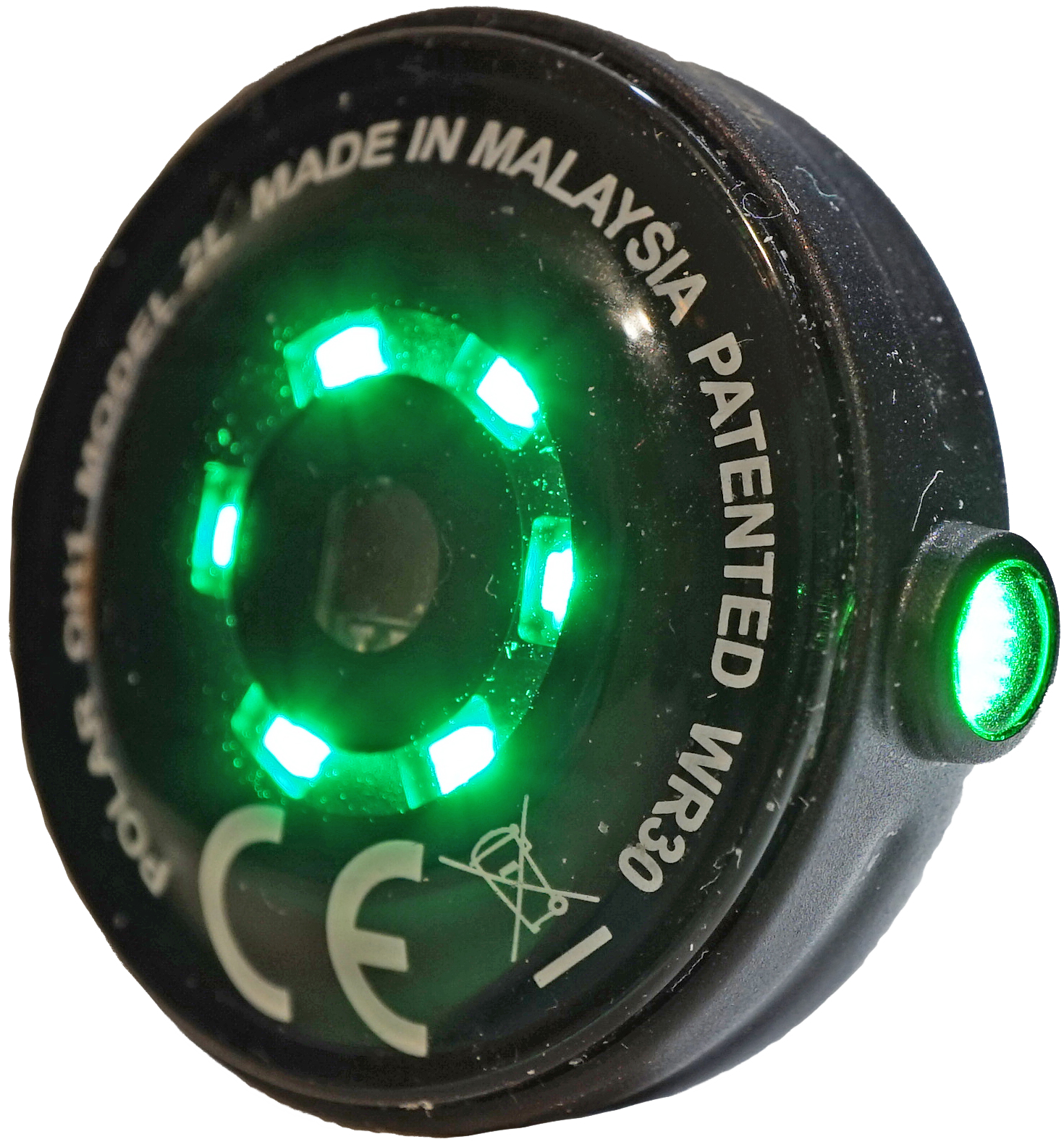

مستشعر كهربائي بصري هو مستشعر يعمل بتحويل الضوء إلى إشارات كهربائية شبيه للمقاومة الضوئية. يستخدم معظم الوقت في مصابيح الطوارئ لكي يعمل في الظلام ويطفى في الضوء.